# JW Marriott (Гонконг)
JW Marriott Hotel Hong Kong (香港JW萬豪酒店) — 35-этажный пятизвёздочный отель, расположенный на улице Куинсвэй в гонконгском районе Адмиралтейство. Управляется гостиничной сетью JW Marriott Hotels, которая входит в состав американской корпорации Marriott International. Открылся в 1989 году как составная часть первой фазы многофункционального высотного комплекса Pacific Place, был первым отелем сети Marriott в Азии. Согласно различным рейтингам, JW Marriott Hotel Hong Kong входит в число лучших люксовых отелей Гонконга. 

## История
В 1985—1988 годах была построена первая очередь офисно-гостиничного и торгового комплекса Pacific Place. В одной из башен в 1989 году открылся первый в Азии отель американской сети Marriott, вторую башню занял офисный комплекс One Pacific Place. Верхние этажи 164-метровой башни JW Marriott заняли элитные апартаменты. В 1991 году, после окончания второй очереди Pacific Place, рядом выросли высотные отели Island Shangri-La и Conrad Hong Kong.
В 2000 году журнал Business Asia назвал JW Marriott лучшим бизнес-отелем Гонконга. В 2009 году в верхней части башни, на месте бывших квартир открылся роскошный отель The Upper House.

## Структура
Отель JW Marriott расположен в 50-этажной башне высотой 164,5 метра. Занимает нижние этажи башни, с 36-го по 50-й этаж расположены номера роскошного отеля The Upper House, которым управляет компания Swire Hotels.
В отеле JW Marriott имеются 608 номеров, кантонский ресторан Man Ho, ресторан морепродуктов Fish Bar, азиатское бистро The Lounge, бар Q88, кафе Dolce 88, кафе JW, банкетный зал JW Marriott Ballroom (популярное место проведения самых престижных в городе свадеб), открытый бассейн, спорт-зал, сауна, массажный кабинет и несколько конференц-залов.
Непосредственно из отеля JW Marriott можно попасть в многоуровневый торговый центр Pacific Place Mall и на станцию метро Адмиралтейство.